# Березовий гай (заповідне урочище)
Бере́зовий гай — заповідне урочище місцевого значення в Україні. Розташоване в межах Стрийського району Львівської області, на схід від села Лотатники. 
Площа — 33,2 га. Засноване рішенням Львівської облради від 9.19.1984 року, № 495. Перебуває у віданні Лотатницького лісництва ДП «Стрийський лісгосп». 
Створене з метою збереження частини лісового масиву з цінними насадженнями берези природного походження. Зростають дерева бонітету 1-го класу віком бл. 60 років.

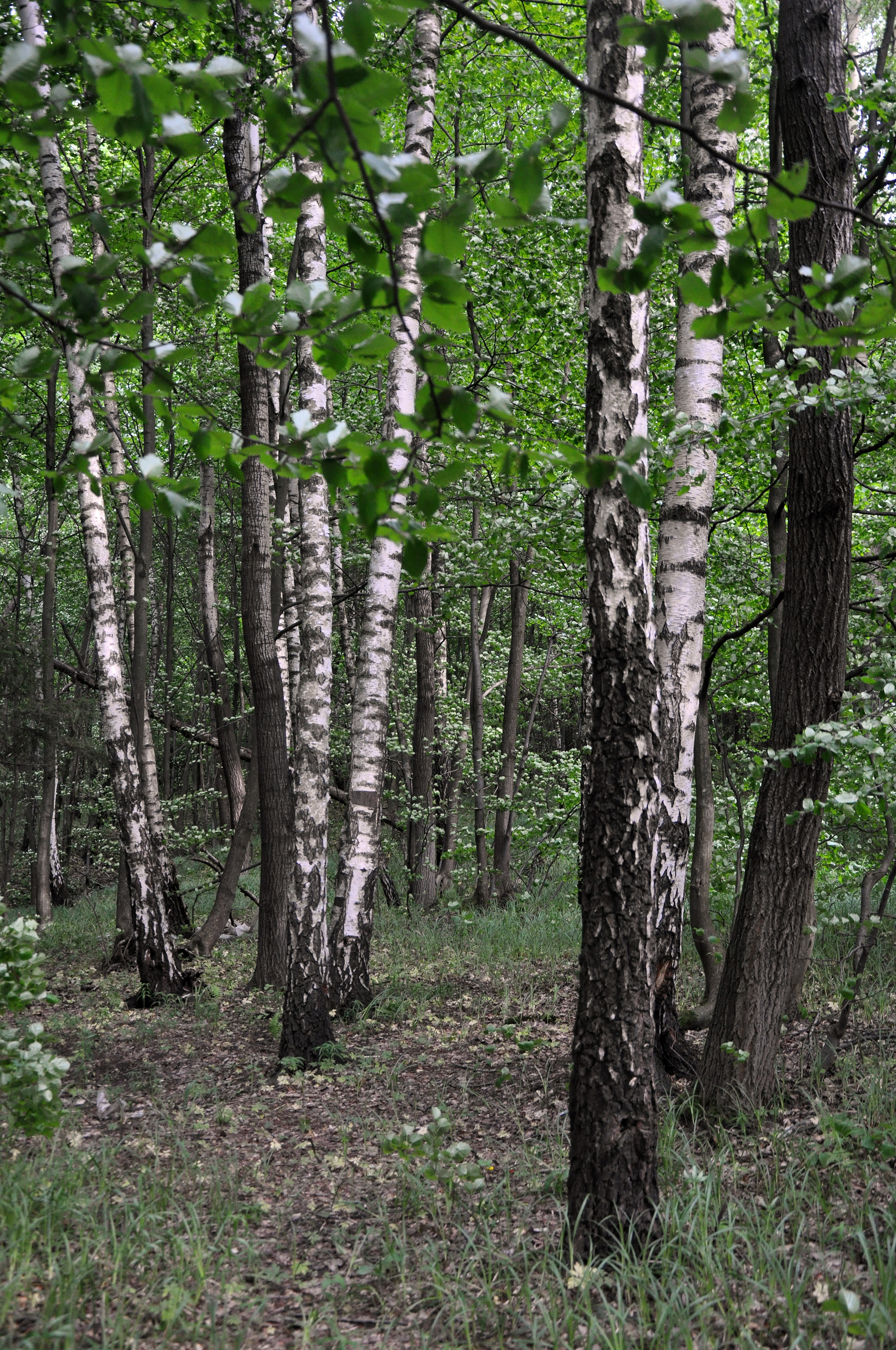
Березові насадження природного походження